# Jürgen Weber (Politiker, 1945)
Hans-Jürgen Weber (* 4. September 1945 in Würzburg) ist ein deutscher Jurist, Rechtsanwalt und Kommunalpolitiker (CSU, Würzburger Liste (WL)) und war von 1990 bis 2002 Oberbürgermeister der Stadt Würzburg. Mit seiner 1990 gegründeten Partei gewann er 1990 mit deutlichem Vorsprung die Wahl. Er war zeitweise Fraktionsvorsitzender der WL und ist derzeit (13. Juli 2025) fraktionsloses Mitglied des Würzburger Stadtrat.

## Leben
Als Kind verbrachte Weber seine Schulzeit in Würzburg auf der Schillerschule und dem Siebold-Gymnasium. Nach seinem Abitur (1966) studierte er an der Universität Würzburg Rechts- und Staatswissenschaften.
Zwischen 1971 und 1973 arbeitete Weber als Referendar am Oberlandesgericht Bamberg. Von 1974 bis 1978 unterhielt er eine eigenständige Kanzlei als Rechtsanwalt.

## Politik
1972 zog Weber für die CSU in den Würzburger Stadtrat ein. 1976 war er CSU-Fraktionsvorsitzender im Rathaus. Von 1978 bis 1990 war er unter Klaus Zeitler als Nachfolger von Hermann Zürrlein Zweiter (hauptamtlicher) Bürgermeister der Stadt Würzburg. 1984 wurde er Oberbürgermeister-Kandidat der CSU. 1990 gründete er die Würzburger Liste, mit der er im gleichen Jahr zur Oberbürgermeisterwahl antrat und auf Grund dieser von der CSU unabhängigen Kandidatur aus der CSU ausgeschlossen wurde. Mit der Würzburger Liste gewann er in der Stichwahl am 1. April 1990 mit 62,3 % der Stimmen und trat die Nachfolge von Klaus Zeitler, der sich 1990 nicht zur Wahl gestellt hatte, an. Am 24. März 1996 setzte er sich mit 59,0 % erneut in der Stichwahl durch. Am 17. März 2002 unterlag er in der Stichwahl mit 46,2 % gegen Pia Beckmann; die Amtszeit endete am 30. April 2002.

## Sonstiges
Er ist seit 1999 Ehrenmitglied der katholischen Studentenverbindung KDStV Thuringia Würzburg.